# Notre-Dame-de-l'Assomption

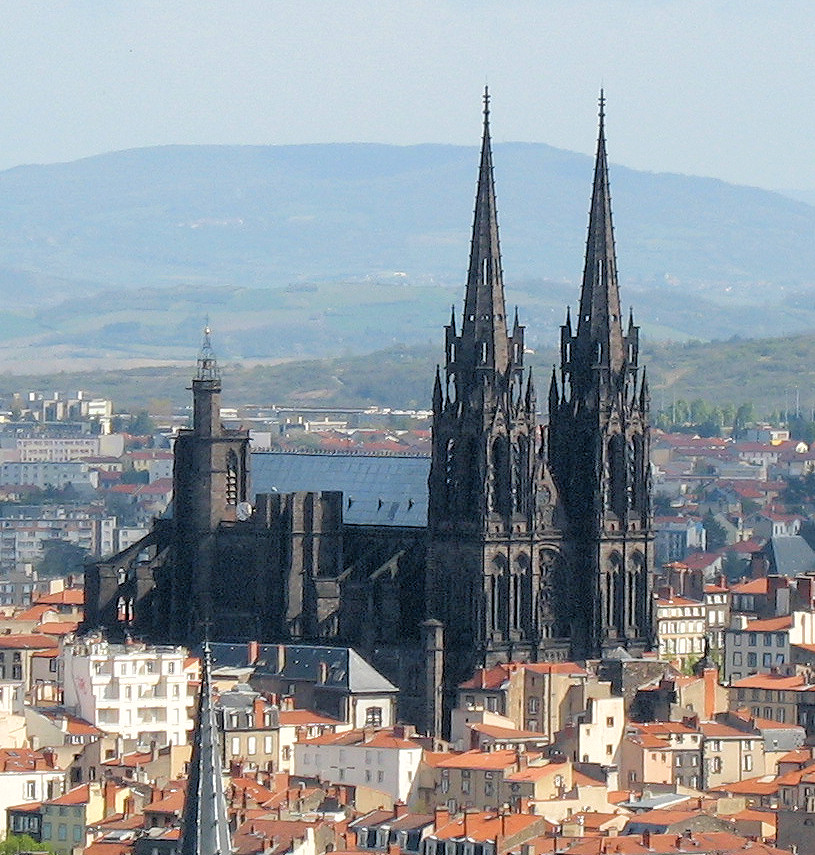
Notre-Dame-de-l'Assomption

Cathédrale Notre-Dame de l'Assomption de Clermont, Notre-Damekatedralen i Clermont, ligger i den franska staden Clermont-Ferrand och är byggd av vulkansten, därav den svarta färgen. Den tillhör romersk-katolska kyrkan.